# Politique dans l'Hérault
Le département français de l'Hérault est un département créé le 4 mars 1790 en application de la loi du 22 décembre 1789, à partir de l'ancienne province de Languedoc. Les 342 actuelles communes, dont presque toutes sont regroupées en intercommunalités, sont organisées en 25 cantons permettant d'élire les conseillers départementaux. La représentation dans les instances régionales est quant à elle assurée par 30 conseillers régionaux. Le département est également découpé en 9 circonscriptions législatives, et est représenté au niveau national par neuf députés et quatre sénateurs.

## Représentation politique et administrative

### Préfets et arrondissements

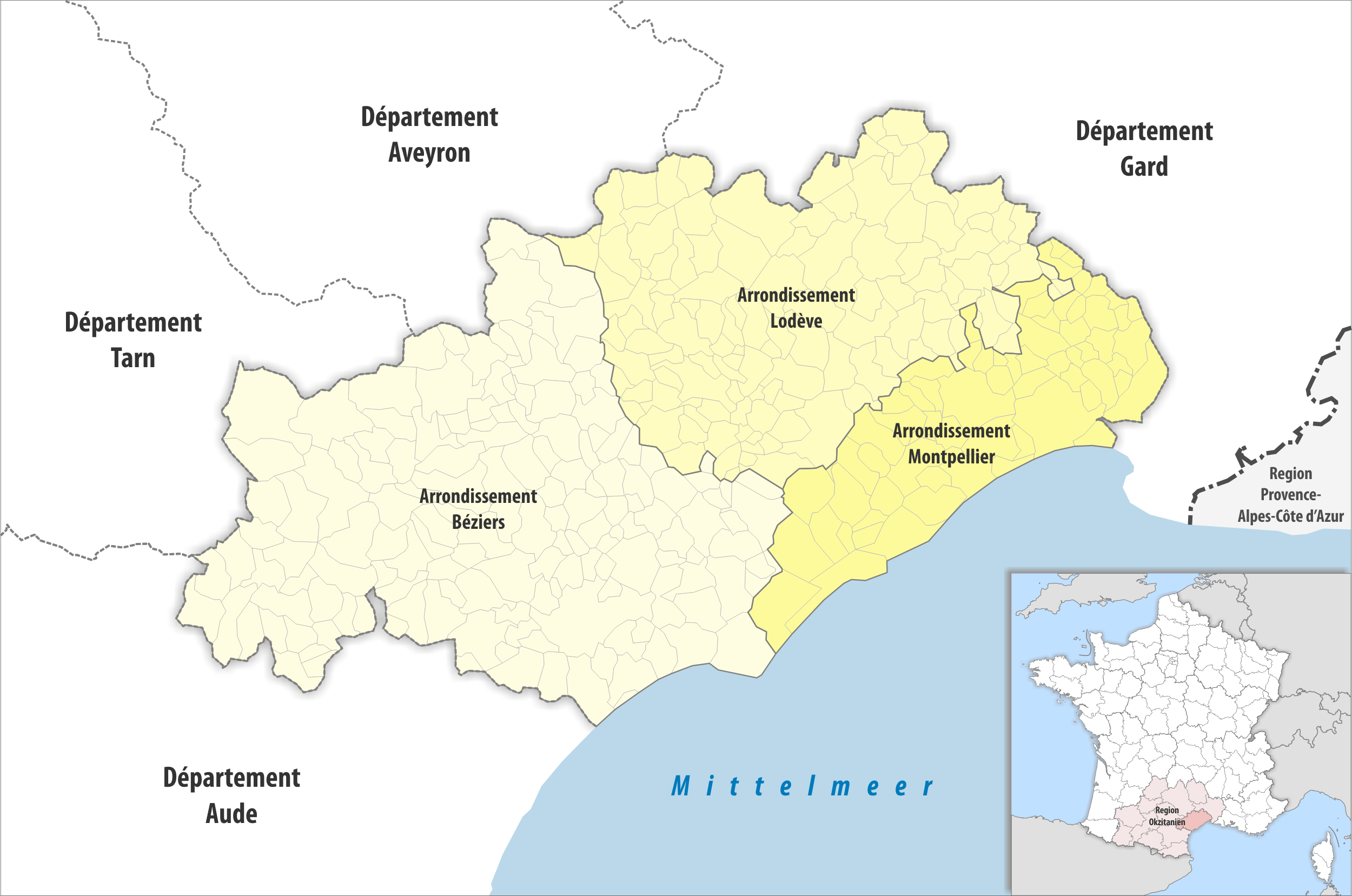
Arrondissements

La préfecture de l'Hérault est localisée à Montpellier. Le département possède en outre deux sous-préfectures à Béziers et Lodève. Jusqu'en 1926, une sous-préfecture supplémentaire était située à Saint-Pons.
| Nom                           | Code Insee | Superficie (km2) | Population (dernière pop. légale) | Densité (hab./km2) | Modifier             |
| ----------------------------- | ---------- | ---------------- | --------------------------------- | ------------------ | -------------------- |
| Arrondissement de Béziers     | 341        | 3 091,20         | 325 400 (2022)                    | 105                | modifier les données |
| Arrondissement de Lodève      | 342        | 2 005,00         | 147 749 (2022)                    | 74                 | modifier les données |
| Arrondissement de Montpellier | 343        | 1 004,80         | 744 182 (2022)                    | 741                | modifier les données |
| Hérault                       | 34         | 6 101,00         | 1 217 331 (2022)                  | 200                | modifier les données |

### Députés et circonscriptions législatives

Circonscriptions et affiliations à l'issue des élections de 2024.

| Portrait | Député(e)              | Circo. | Parti | Parti | Groupe                                        | Suppléant(e)       | Commission                                                                                  |
| -------- | ---------------------- | ------ | ----- | ----- | --------------------------------------------- | ------------------ | ------------------------------------------------------------------------------------------- |
|          | Jean-Louis Roumégas    | 1re    |       | LÉ    | Écologiste et social                          | Claire Cathala     | Affaires étrangères                                                                         |
|          | Nathalie Oziol         | 2e     |       | LFI   | La France insoumise - Nouveau Front populaire | René Revol         | Affaires étrangères                                                                         |
|          | Fanny Dombre-Coste     | 3e     |       | PS    | Socialistes et apparentés                     | Éric Penso         | Affaires sociales                                                                           |
|          | Manon Bouquin          | 4e     |       | RN    | Rassemblement national                        | Benoit Gilhet      | Développement durable et de l'Aménagement du territoire                                     |
|          | Stéphanie Galzy        | 5e     |       | RN    | Rassemblement national                        | Bernard Mula       | Défense nationale et des Forces armées                                                      |
|          | Julien Gabarron        | 6e     |       | RN    | Rassemblement national                        | Olivier Stroobants | Affaires économiques                                                                        |
|          | Aurélien Lopez-Liguori | 7e     |       | RN    | Rassemblement national                        | Bernard Chaumeil   | Lois constitutionnelles, de la Législation et de l'Administration générale de la République |
|          | Sylvain Carrière       | 8e     |       | LFI   | La France insoumise - Nouveau Front populaire | Livia Jampy        | Développement durable et de l'Aménagement du territoire                                     |
|          | Charles Alloncle       | 9e     |       | UDR   | UDR                                           | Thierry Tsagalos   | Affaires économiques                                                                        |

### Sénateurs
| Nom               | Parti | Parti | Groupe                                                  | Autres mandats (passés ou actuels)       |
| ----------------- | ----- | ----- | ------------------------------------------------------- | ---------------------------------------- |
| Hussein Bourgi    |       | PS    | Groupe socialiste                                       | Conseiller régional d'Occitanie          |
| Henri Cabanel     |       | DVG   | Groupe du Rassemblement démocratique et social européen | Conseiller municipal de Servian          |
| Jean-Pierre Grand |       | LR    | Groupe Les Républicains                                 | Conseiller municipal de Castelnau-le-Lez |
| Christian Bilhac  |       | PRG   | Groupe du Rassemblement démocratique et social européen | Ancien maire de Péret                    |

### Conseillers départementaux

Cantons et affiliations à l'issue des élections de 2021.

| Canton                         | Conseiller Sortant               | Parti                     | Parti | Conseiller Élu                   | Parti | Parti |
| ------------------------------ | -------------------------------- | ------------------------- | ----- | -------------------------------- | ----- | ----- |
| Agde                           | Marie-Christine Fabre de Roussac |                           | LR    | Marie-Christine Fabre de Roussac |       | LR    |
| Agde                           | Sébastien Frey                   |                           | UDI   | Sébastien Frey                   |       | UDI   |
| Béziers-1                      | Henri Bec                        |                           | RN    | Marie Hirth                      |       | DVD   |
| Béziers-1                      | Isabelle des Garets              | Denis Marsala             | RN    |                                  |       | DVD   |
| Béziers-2                      | Marie-Emmanuelle Camous          |                           | DVD   | Marie-Emmanuelle Camous          |       | DVD   |
| Béziers-2                      | Jean-François Corbière           |                           | RN    | Gilles Sacaze                    |       | RN    |
| Béziers-3                      | Franck Manogil                   | Jean-Louis Respaud        | RN    |                                  | DVD   |       |
| Béziers-3                      | Nicole Zénon                     | Nicole Zénon              | RN    |                                  | RN    |       |
| Cazouls-lès-Béziers            | Catherine Reboul                 |                           | PS    | Séverine Saur                    |       | PS    |
| Cazouls-lès-Béziers            | Philippe Vidal                   | Philippe Vidal            | PS    |                                  |       | PS    |
| Clermont-l'Hérault             | Jean-Luc Falip                   | Jean-Luc Falip            | PS    |                                  |       | PS    |
| Clermont-l'Hérault             | Marie Passieux                   | Marie Passieux            | PS    |                                  |       | PS    |
| Le Crès                        | Yvon Pellet                      |                           | DVG   | Yvon Pellet                      |       | DVG   |
| Le Crès                        | Claudine Vassas-Mejri            |                           | PS    | Claudine Vassas-Mejri            |       | PS    |
| Frontignan                     | Pierre Bouldoire                 | Pierre Bouldoire          | PS    |                                  |       | PS    |
| Frontignan                     | Sylvie Pradelle                  | Sylvie Pradelle           | PS    |                                  |       | PS    |
| Gignac                         | Nicole Morere                    |                           | DVG   | Nicole Morere                    |       | DVG   |
| Gignac                         | Jean-François Soto               | Jean-François Soto        | DVG   |                                  |       | DVG   |
| Lattes                         | Cyril Meunier                    | Cyril Meunier             | DVG   |                                  |       | DVG   |
| Lattes                         | Patricia Weber                   |                           | PS    | Patricia Weber                   |       | PS    |
| Lodève                         | Gaëlle Lévêque                   | Gaëlle Lévêque            | PS    |                                  |       | PS    |
| Lodève                         | Jacques Rigaud                   | Jacques Rigaud            | PS    |                                  |       | PS    |
| Lunel                          | Claude Barral                    | Jérôme Boisson            | PS    |                                  | DVG   |       |
| Lunel                          | Bernadette Vignon                |                           | DVG   | Paulette Gougeon                 |       | DVD   |
| Mauguio                        | Brice Bonnefoux                  |                           | LR    | Brice Bonnefoux                  |       | LR    |
| Mauguio                        | Marie-Thérèse Bruguière          | Patricia Moullin-Traffort | LR    |                                  | DVC   |       |
| Mèze                           | Audrey Imbert                    |                           | PS    | Audrey Imbert                    |       | PS    |
| Mèze                           | Christophe Morgo                 | Christophe Morgo          | PS    |                                  |       | PS    |
| Montpellier-1                  | Abdi El Kandoussi                |                           | LREM  | Manar Bouida                     |       | PS    |
| Montpellier-1                  | Chantal Lévy-Rameau              | Rachid El Moudden         | LREM  |                                  | EÉLV  |       |
| Montpellier-2                  | Gabrielle Henry                  |                           | PS    | Gabrielle Henry                  |       | PS    |
| Montpellier-2                  | François Lanot                   | Jean-Louis Gély           | PS    |                                  |       | PS    |
| Montpellier-3                  | Michèle Dray-Fitoussi            |                           | LREM  | Serge Guidez                     |       | PS    |
| Montpellier-3                  | Sauveur Tortorici                | Karine Wisniewski         | LREM  |                                  |       | PS    |
| Montpellier-4                  | Manare Khali                     | Jean Almarcha             | LREM  |                                  |       | PS    |
| Montpellier-4                  | Philippe Sorez                   | Corinne Gournay Garcia    | LREM  |                                  | PCF   |       |
| Montpellier-5                  | Maud Bodkin                      |                           | DVC   | Zita Chelvi-Sandin               |       | PS    |
| Montpellier-5                  | Jérémie Malek                    |                           | DVG   | Sébastien Christol               |       | EÉLV  |
| Montpellier - Castelnau-le-Lez | Renaud Calvat                    |                           | PS    | Renaud Calvat                    |       | PS    |
| Montpellier - Castelnau-le-Lez | Dominique Nurit                  | Jacqueline Markovic       | PS    |                                  | EÉLV  |       |
| Pézenas                        | Julie Garcin-Saudo               | Julie Garcin-Saudo        | PS    |                                  | PS    |       |
| Pézenas                        | Vincent Gaudy                    | Vincent Gaudy             | PS    |                                  | PS    |       |
| Pignan                         | Anne Amiel                       |                           | LR    | Michelle Cassar                  |       | DVG   |
| Pignan                         | Jacques Martinier                |                           | DVD   | Jacques Martinier                |       | DVD   |
| Saint-Gély-du-Fesc             | Laurence Cristol                 |                           | LR    | Laurence Cristol                 |       | LR    |
| Saint-Gély-du-Fesc             | Guillaume Fabre                  |                           | DVD   | Jérôme Lopez                     |       | DVG   |
| Saint-Pons-de-Thomières        | Kléber Mesquida                  |                           | PS    | Kléber Mesquida                  |       | PS    |
| Saint-Pons-de-Thomières        | Marie-Pierre Pons                | Marie-Pierre Pons         | PS    |                                  |       | PS    |
| Sète                           | Sébastien Andral                 |                           | PCF   | Gabriel Blasco                   |       | PCF   |
| Sète                           | Véronique Calueba-Rizzolo        | Véronique Calueba-Rizzolo | PCF   |                                  |       | PCF   |

### Conseillers régionaux
Présidence : Carole Delga (Haute-Garonne)
| Parti            | Parti         | Sièges        | Conseillers |
| Majorité (19)    | Majorité (19) | Majorité (19) | Majorité (19) |
| ---------------- | ------------- | ------------- | --- |
|                  | PS            | 7             | Christian Assaf, Sylvie Thomas, Hussein Bourgi, Françoise Matheron, Sébastien Denaja, Jean-Noël Badenas et Myriam Gairaud. |
|                  | DVG           | 6             | Patrice Canayer, Fadilha Benammar-Koly, Max Alliès, Claire Gatecel, Marie-Thérèse Mercier et Thierry Mathieu.              |
|                  | PCF           | 2             | Jean-Marc Biau et Maria-Alice Pelé.                                                                                        |
|                  | PRG           | 2             | Florence Brutus et Bertrand Vivancos.                                                                                      |
|                  | GRS           | 1             | René Moreno. |
|                  | OÉ            | 1             | Zina Bourguet. |
| Oppositions (11) |               |               | |
|                  | RN            | 4             | Julia Plane, Lauriane Troise, Johana Maurel et Quentin Lamotte.                                                            |
|                  | LR            | 4             | Stéphan Rossignol, Laurence Magne, Frederic Lafforgue et Géraldine d'Ettore.                                               |
|                  | LDP           | 1             | Cédric Delapierre |
|                  | REC           | 1             | Franck Manogil |
|                  | SE            | 1             | Frédéric Bort |

### Maires

Carte des 342 communes de l'Hérault au 1er janvier 2022.

| Commune                  | Maire              | Parti | Parti | Élection | Population (2022) |
| ------------------------ | ------------------ | ----- | ----- | -------- | ----------------- |
| Montpellier              | Michaël Delafosse  |       | PS    | 2020     | 307 101           |
| Béziers                  | Robert Ménard      |       | EXD   | 2014     | 80 815            |
| Sète                     | Hervé Marquès      |       | DVD   | 2025     | 45 090            |
| Agde                     | Sébastien Frey     |       | UDI   | 2024     | 29 612            |
| Lunel                    | Paulette Gougeon   |       | SE    | 2025     | 26 380            |
| Castelnau-le-Lez         | Frédéric Lafforgue |       | LR    | 2017     | 25 404            |
| Frontignan               | Michel Arrouy      |       | PS    | 2020     | 23 788            |
| Lattes                   | Cyril Meunier      |       | DVG   | 2001     | 17 592            |
| Mauguio                  | Yvon Bourrel       |       | DVG   | 2006     | 16 417            |
| Juvignac                 | Jean-Luc Savy      |       | SE    | 2014     | 13 776            |
| Saint-Jean-de-Védas      | François Rio       |       | DVG   | 2020     | 13 300            |
| Mèze                     | Thierry Baëza      |       | GÉ    | 2021     | 12 711            |
| Saint-Gély-du-Fesc       | Michèle Lernout    |       | LR    | 2014     | 10 530            |
| Villeneuve-lès-Maguelone | Véronique Negret   |       | DVG   | 2020     | 10 406            |

## Résultats des élections

### Élections législatives
|      | 1re                                                | 1re                                                | 2e                                                 | 2e                                                 | 3e                                                 | 3e                                                 | 4e                                                 | 4e                                                 | 5e                                                 | 5e                                                 | 6e                                                 | 6e                                                 | 7e                                                 | 7e                                                 | 8e                                                 | 8e                                                 | 9e                                                 | 9e                                                 |
| ---- | -------------------------------------------------- | -------------------------------------------------- | -------------------------------------------------- | -------------------------------------------------- | -------------------------------------------------- | -------------------------------------------------- | -------------------------------------------------- | -------------------------------------------------- | -------------------------------------------------- | -------------------------------------------------- | -------------------------------------------------- | -------------------------------------------------- | -------------------------------------------------- | -------------------------------------------------- | -------------------------------------------------- | -------------------------------------------------- | -------------------------------------------------- | -------------------------------------------------- |
| 2024 |                                                    | Roumégas                                           |                                                    | Oziol                                              |                                                    | Dombre-Coste                                       |                                                    | Bouquin                                            |                                                    | Galzy                                              |                                                    | Gabarron                                           |                                                    | Lopez-Liguori                                      |                                                    | Carrière                                           |                                                    | Alloncle                                           |
| 2022 |                                                    | Mirallès                                           |                                                    | Oziol                                              | Cristol                                            |                                                    | Rome                                               |                                                    | Ménard                                             | Galzy                                              |                                                    | Vignal                                             |                                                    | Lopez-Liguori                                      |                                                    | Carrière                                           |                                                    |                                                    |
| 2017 | Ressiguier                                         | Mirallès                                           | Dubost                                             |                                                    | Eliaou                                             |                                                    | Huppé                                              |                                                    | Ménard                                             | Euzet                                              |                                                    | Vignal                                             | Démoulin                                           |                                                    |                                                    |                                                    |                                                    |                                                    |
| 2012 |                                                    | Roumégas                                           |                                                    | Le Dain                                            |                                                    | Dombre-Coste                                       |                                                    | Roig                                               |                                                    | Mesquida                                           |                                                    | Vignal                                             | Roqué                                              |                                                    | Denaja                                             |                                                    | Assaf                                              |                                                    |
| 2007 |                                                    | Domergue                                           | Vézinhet                                           |                                                    | Grand                                              |                                                    | Lecou                                              |                                                    | Cugnenc                                            | Mesquida                                           |                                                    | d'Ettore                                           |                                                    |                                                    |                                                    |                                                    |                                                    |                                                    |
| 2002 | Jeanjean                                           |                                                    | Domergue                                           |                                                    | Grand                                              | Liberti                                            | Lecou                                              |                                                    | Cugnenc                                            | Mesquida                                           |                                                    |                                                    |                                                    |                                                    |                                                    |                                                    |                                                    |                                                    |
| 1997 |                                                    | Roseau                                             |                                                    | Frêche                                             |                                                    | Liberti                                            | Lazerges                                           |                                                    | Saumade                                            | Nayral                                             |                                                    | Barrau                                             |                                                    |                                                    |                                                    |                                                    |                                                    |                                                    |
| 1993 |                                                    | Diméglio                                           |                                                    | Serrou                                             |                                                    | Couveinhes                                         |                                                    | Roques                                             | Saumade                                            |                                                    | Couderc                                            |                                                    | Marchand                                           |                                                    |                                                    |                                                    |                                                    |                                                    |
| 1988 |                                                    | Diméglio                                           | Saumade                                            |                                                    | Frêche                                             | Couveinhes                                         |                                                    | Nayral                                             |                                                    | Barrau                                             |                                                    | Lacombe                                            |                                                    |                                                    |                                                    |                                                    |                                                    |                                                    |
| 1986 | Scrutin proportionnel plurinominal par département | Scrutin proportionnel plurinominal par département | Scrutin proportionnel plurinominal par département | Scrutin proportionnel plurinominal par département | Scrutin proportionnel plurinominal par département | Scrutin proportionnel plurinominal par département | Scrutin proportionnel plurinominal par département | Scrutin proportionnel plurinominal par département | Scrutin proportionnel plurinominal par département | Scrutin proportionnel plurinominal par département | Scrutin proportionnel plurinominal par département | Scrutin proportionnel plurinominal par département | Scrutin proportionnel plurinominal par département | Scrutin proportionnel plurinominal par département | Scrutin proportionnel plurinominal par département | Scrutin proportionnel plurinominal par département | Scrutin proportionnel plurinominal par département | Scrutin proportionnel plurinominal par département |
| 1981 |                                                    | Frêche                                             |                                                    | Sénès                                              |                                                    | Lacombe                                            |                                                    | Balmigère                                          |                                                    | Bayou                                              |                                                    |                                                    |                                                    |                                                    |                                                    |                                                    |                                                    |                                                    |
| 1978 |                                                    | Delmas                                             | Barbera                                            | Sénès                                              |                                                    |                                                    |                                                    | Balmigère                                          |                                                    | Bayou                                              |                                                    |                                                    |                                                    |                                                    |                                                    |                                                    |                                                    |                                                    |
| 1973 |                                                    | Frêche                                             | Arraut                                             | Sénès                                              |                                                    |                                                    |                                                    | Balmigère                                          |                                                    | Bayou                                              |                                                    |                                                    |                                                    |                                                    |                                                    |                                                    |                                                    |                                                    |
| 1968 |                                                    | Couveinhes                                         |                                                    | Clavel                                             |                                                    | Collière                                           |                                                    | Leroy-Beaulieu                                     |                                                    | Bayou                                              |                                                    |                                                    |                                                    |                                                    |                                                    |                                                    |                                                    |                                                    |
| 1967 |                                                    | Ponseillé                                          |                                                    | Sénès                                              |                                                    | Arraut                                             |                                                    | Balmigère                                          |                                                    | Bayou                                              |                                                    |                                                    |                                                    |                                                    |                                                    |                                                    |                                                    |                                                    |
| 1962 |                                                    | Ponseillé                                          | Coste-Floret                                       |                                                    | Moch                                               |                                                    |                                                    | Balmigère                                          |                                                    | Bayou                                              |                                                    |                                                    |                                                    |                                                    |                                                    |                                                    |                                                    |                                                    |
| 1958 |                                                    | Grasset-Morel                                      | Coste-Floret                                       |                                                    | Lurie                                              |                                                    | Valabrègue                                         |                                                    |                                                    | Bayou                                              |                                                    |                                                    |                                                    |                                                    |                                                    |                                                    |                                                    |                                                    |

| Année | Premier tour       | Premier tour       | Premier tour | Second tour         | Second tour         | Second tour         | Année | Premier tour       | Premier tour       | Premier tour | Second tour         | Second tour         | Second tour         | Année | Premier tour       | Premier tour       | Premier tour | Second tour         | Second tour         | Second tour         | Année | Premier tour       | Premier tour       | Premier tour | Second tour         | Second tour         | Second tour         |
| Année | Parti ou coalition | Parti ou coalition | %            | Parti ou coalition  | Parti ou coalition  | %                   | Année | Parti ou coalition | Parti ou coalition | %            | Parti ou coalition  | Parti ou coalition  | %                   | Année | Parti ou coalition | Parti ou coalition | %            | Parti ou coalition  | Parti ou coalition  | %                   | Année | Parti ou coalition | Parti ou coalition | %            | Parti ou coalition  | Parti ou coalition  | %                   |
| ----- | ------------------ | ------------------ | ------------ | ------------------- | ------------------- | ------------------- | ----- | ------------------ | ------------------ | ------------ | ------------------- | ------------------- | ------------------- | ----- | ------------------ | ------------------ | ------------ | ------------------- | ------------------- | ------------------- | ----- | ------------------ | ------------------ | ------------ | ------------------- | ------------------- | ------------------- |
| 2024  |                    | RN & A             | 39,22        |                     | RN & A              | 48,82               | 2022  |                    | NUPES              | 26,33        |                     | NUPES               | 46,32               | 2017  |                    | LREM               | 31,08        |                     | LREM                | 58,42               | 2012  |                    | Maj. prés.         | 38,52        |                     | Maj. prés.          | 52,05               |
| 2024  |                    | NFP                | 32,33        |                     | NFP                 | 47,08               | 2022  |                    | RN & A             | 25,50        |                     | RN & A              | 25,50               | 2017  |                    | FN                 | 20,37        |                     | FN                  | 33,56               | 2012  |                    | Droite parl.       | 28,85        |                     | Droite parl.        | 37,91               |
| 2024  |                    | ENS                | 20,06        |                     | SE                  | 4,09                | 2022  |                    | ENS                | 21,68        |                     | ENS                 | 19,86               | 2017  |                    | LFI                | 15,08        |                     | LFI                 | 8,02                | 2012  |                    | FN                 | 19,27        |                     | FN                  | 10,04               |
| 2024  |                    | SE                 | 3,11         | Pas d'autres partis | Pas d'autres partis | Pas d'autres partis | 2022  |                    | Diss. NUPES        | 7,16         | Pas d'autres partis | Pas d'autres partis | Pas d'autres partis | 2017  |                    | LR                 | 10,94        | Pas d'autres partis | Pas d'autres partis | Pas d'autres partis | 2012  |                    | FG                 | 8,13         | Pas d'autres partis | Pas d'autres partis | Pas d'autres partis |
| 2024  |                    | UDC                | 1,81         | Pas d'autres partis | Pas d'autres partis | Pas d'autres partis | 2022  |                    | REC                | 5,59         | Pas d'autres partis | Pas d'autres partis | Pas d'autres partis | 2017  |                    | PS                 | 7,83         | Pas d'autres partis | Pas d'autres partis | Pas d'autres partis | 2012  |                    | ECO                | 1,87         | Pas d'autres partis | Pas d'autres partis | Pas d'autres partis |
| 2024  | Abst.              | Abst.              | 30,72        | Abst.               | Abst.               | 30,48               | 2022  | Abst.              | Abst.              | 52,02        | Abst.               | Abst.               | 52,84               | 2017  | Abst.              | Abst.              | 51,62        | Abst.               | Abst.               | 57,95               | 2012  | Abst.              | Abst.              | 40,20        | Abst.               | Abst.               | 41,37               |

### Élections présidentielles
|                          |                                               | Premier tour 10 avril 2022 | Premier tour 10 avril 2022 | Premier tour 10 avril 2022 | Second tour 24 avril 2022 | Second tour 24 avril 2022 | Second tour 24 avril 2022 |
| Hérault                  | Hérault                                       | France                     | Hérault                    | Hérault                    | France                    |                           |                           |
| Voix                     | %                                             | %                          | Voix                       | %                          | %                         |                           |                           |
| ------------------------ | --------------------------------------------- | -------------------------- | -------------------------- | -------------------------- | ------------------------- | ------------------------- | ------------------------- |
| Inscrits / participation | Inscrits / participation                      | 847 365                    | 76,90                      | 73,69                      | 847 479                   | 73,36                     | 71,99                     |
| Abstentions              | Abstentions                                   | 195 766                    | 23,10                      | 26,31                      | 225 798                   | 26,64                     | 28,01                     |
| Total                    | Total                                         | 651 599                    | 100                        | 100                        | 621 681                   | 100                       | 100                       |
| Votes blancs             | Votes blancs                                  | 8 867                      | 1,36                       | 1,51                       | 41 829                    | 6,73                      | 6,37                      |
| Votes nuls               | Votes nuls                                    | 4 004                      | 0,61                       | 0,69                       | 14 878                    | 2,39                      | 2,29                      |
| Suffrages exprimés       | Suffrages exprimés                            | 638 728                    | 98,02                      | 97,80                      | 564 974                   | 90,88                     | 91,34                     |
|                          |                                               |                            |                            |                            |                           |                           |                           |
|                          | Marine Le Pen Rassemblement national          | 165 734                    | 25,95                      | 23,15                      | 267 908                   | 47,42                     | 41,45                     |
|                          | Jean-Luc Mélenchon La France insoumise        | 154 819                    | 24,24                      | 21,95                      |                           |                           |                           |
|                          | Emmanuel Macron La République en marche       | 142 306                    | 22,28                      | 27,85                      | 297 066                   | 52,58                     | 58,55                     |
|                          | Éric Zemmour Reconquête                       | 57 751                     | 9,04                       | 7,07                       |                           |                           |                           |
|                          | Yannick Jadot Europe Écologie Les Verts       | 28 057                     | 4,39                       | 4,63                       |                           |                           |                           |
|                          | Valérie Pécresse Les Républicains             | 23 230                     | 3,64                       | 4,78                       |                           |                           |                           |
|                          | Jean Lassalle Résistons                       | 22 068                     | 3,45                       | 3,13                       |                           |                           |                           |
|                          | Fabien Roussel Parti communiste français      | 14 165                     | 2,22                       | 2,28                       |                           |                           |                           |
|                          | Anne Hidalgo Parti socialiste                 | 12 150                     | 1,90                       | 1,75                       |                           |                           |                           |
|                          | Nicolas Dupont-Aignan Debout la France        | 11 475                     | 1,80                       | 2,06                       |                           |                           |                           |
|                          | Philippe Poutou Nouveau Parti anticapitaliste | 4 393                      | 0,69                       | 0,77                       |                           |                           |                           |
|                          | Nathalie Arthaud Lutte ouvrière               | 2 580                      | 0,40                       | 0,56                       |                           |                           |                           |

|                          |                                                  | Premier tour 23 avril 2017 | Premier tour 23 avril 2017 | Premier tour 23 avril 2017 | Second tour 7 mai 2017 | Second tour 7 mai 2017 | Second tour 7 mai 2017 |
| Hérault                  | Hérault                                          | France                     | Hérault                    | Hérault                    | France                 |                        |                        |
| Voix                     | %                                                | %                          | Voix                       | %                          | %                      |                        |                        |
| ------------------------ | ------------------------------------------------ | -------------------------- | -------------------------- | -------------------------- | ---------------------- | ---------------------- | ---------------------- |
| Inscrits / participation | Inscrits / participation                         | 800 394                    | 80,09                      | 77,77                      | 800 264                | 75,30                  | 74,56                  |
| Abstentions              | Abstentions                                      | 159 370                    | 19,91                      | 22,23                      | 197 629                | 24,70                  | 25,44                  |
| Total                    | Total                                            | 641 024                    | 100                        | 100                        | 602 635                | 100                    | 100                    |
| Votes blancs             | Votes blancs                                     | 10 051                     | 1,57                       | 1,78                       | 55 367                 | 6,92                   | 8,52                   |
| Votes nuls               | Votes nuls                                       | 4 129                      | 0,64                       | 0,77                       | 19 702                 | 3,27                   | 3,00                   |
| Suffrages exprimés       | Suffrages exprimés                               | 626 844                    | 97,79                      | 97,45                      | 527 566                | 87,54                  | 88,48                  |
|                          |                                                  |                            |                            |                            |                        |                        |                        |
|                          | Marine Le Pen Front national                     | 161 119                    | 25,70                      | 21,30                      | 215 147                | 40,78                  | 33,90                  |
|                          | Jean-Luc Mélenchon La France insoumise           | 143 996                    | 22,97                      | 19,58                      |                        |                        |                        |
|                          | Emmanuel Macron En marche                        | 128 621                    | 20,52                      | 24,01                      | 312 419                | 59,22                  | 66,10                  |
|                          | François Fillon Les Républicains                 | 110 339                    | 17,60                      | 20,01                      |                        |                        |                        |
|                          | Benoît Hamon Parti socialiste                    | 36 180                     | 5,77                       | 6,36                       |                        |                        |                        |
|                          | Nicolas Dupont-Aignan Debout la France           | 23 159                     | 3,69                       | 4,70                       |                        |                        |                        |
|                          | Jean Lassalle Résistons                          | 8 461                      | 1,35                       | 1,21                       |                        |                        |                        |
|                          | François Asselineau Union populaire républicaine | 5 919                      | 0,94                       | 0,92                       |                        |                        |                        |
|                          | Philippe Poutou Nouveau Parti anticapitaliste    | 5 660                      | 0,90                       | 1,09                       |                        |                        |                        |
|                          | Nathalie Arthaud Lutte ouvrière                  | 2 496                      | 0,40                       | 0,64                       |                        |                        |                        |
|                          | Jacques Cheminade Solidarité et progrès          | 894                        | 0,14                       | 0,18                       |                        |                        |                        |

|                          |                                                   | Premier tour 22 avril 2012 | Premier tour 22 avril 2012 | Premier tour 22 avril 2012 | Second tour 6 mai 2012 | Second tour 6 mai 2012 | Second tour 6 mai 2012 |
| Hérault                  | Hérault                                           | France                     | Hérault                    | Hérault                    | France                 |                        |                        |
| Voix                     | %                                                 | %                          | Voix                       | %                          | %                      |                        |                        |
| ------------------------ | ------------------------------------------------- | -------------------------- | -------------------------- | -------------------------- | ---------------------- | ---------------------- | ---------------------- |
| Inscrits / participation | Inscrits / participation                          | 746 616                    | 82,16                      | 79,48                      | 746 809                | 82,31                  | 80,35                  |
| Abstentions              | Abstentions                                       | 133 194                    | 17,84                      | 20,52                      | 132 096                | 17,69                  | 19,65                  |
| Total                    | Total                                             | 613 422                    | 100                        | 100                        | 614 713                | 100                    | 100                    |
| Votes blancs et nuls     | Votes blancs et nuls                              | 10 478                     | 1,71                       | 1,92                       | 37 051                 | 6,03                   | 5,82                   |
| Suffrages exprimés       | Suffrages exprimés                                | 602 944                    | 98,29                      | 98,08                      | 577 662                | 93,97                  | 94,18                  |
|                          |                                                   |                            |                            |                            |                        |                        |                        |
|                          | François Hollande Parti socialiste                | 160 931                    | 26,69                      | 28,63                      | 296 422                | 51,31                  | 51,64                  |
|                          | Nicolas Sarkozy Union pour un mouvement populaire | 152 614                    | 25,31                      | 27,18                      | 281 240                | 48,69                  | 48,36                  |
|                          | Marine Le Pen Front national                      | 134 343                    | 22,28                      | 17,90                      |                        |                        |                        |
|                          | Jean-Luc Mélenchon Parti de gauche                | 80 036                     | 13,27                      | 11,10                      |                        |                        |                        |
|                          | François Bayrou Mouvement démocrate               | 41 351                     | 6,86                       | 9,13                       |                        |                        |                        |
|                          | Eva Joly Europe Écologie Les Verts                | 15 223                     | 2,52                       | 2,31                       |                        |                        |                        |
|                          | Nicolas Dupont-Aignan Debout la République        | 8 462                      | 1,40                       | 1,79                       |                        |                        |                        |
|                          | Philippe Poutou Nouveau parti anticapitaliste     | 6 221                      | 1,03                       | 1,15                       |                        |                        |                        |
|                          | Nathalie Arthaud Lutte ouvrière                   | 2 397                      | 0,40                       | 0,56                       |                        |                        |                        |
|                          | Jacques Cheminade Solidarité et progrès           | 1 366                      | 0,23                       | 0,25                       |                        |                        |                        |

|                          |                                                     | Premier tour 22 avril 2007 | Premier tour 22 avril 2007 | Premier tour 22 avril 2007 | Second tour 6 mai 2007 | Second tour 6 mai 2007 | Second tour 6 mai 2007 |
| Hérault                  | Hérault                                             | France                     | Hérault                    | Hérault                    | France                 |                        |                        |
| Voix                     | %                                                   | %                          | Voix                       | %                          | %                      |                        |                        |
| ------------------------ | --------------------------------------------------- | -------------------------- | -------------------------- | -------------------------- | ---------------------- | ---------------------- | ---------------------- |
| Inscrits / participation | Inscrits / participation                            | 699 684                    | 85,89                      | 83,77                      | 699 652                | 85,78                  | 83,97                  |
| Abstentions              | Abstentions                                         | 98 760                     | 14,11                      | 16,23                      | 99 468                 | 14,22                  | 16,03                  |
| Total                    | Total                                               | 600 924                    | 100                        | 100                        | 600 184                | 100                    | 100                    |
| Votes blancs et nuls     | Votes blancs et nuls                                | 7 513                      | 1,25                       | 1,44                       | 23 653                 | 3,94                   | 4,20                   |
| Suffrages exprimés       | Suffrages exprimés                                  | 593 411                    | 98,75                      | 98,56                      | 576 531                | 96,06                  | 95,80                  |
|                          |                                                     |                            |                            |                            |                        |                        |                        |
|                          | Nicolas Sarkozy Union pour un mouvement populaire   | 184 815                    | 31,14                      | 31,18                      | 311 465                | 54,02                  | 53,06                  |
|                          | Ségolène Royal Parti socialiste                     | 154 608                    | 26,05                      | 25,87                      | 265 066                | 45,98                  | 46,94                  |
|                          | François Bayrou Union pour la démocratie française  | 90 822                     | 15,31                      | 18,57                      |                        |                        |                        |
|                          | Jean-Marie Le Pen Front national                    | 79 191                     | 13,35                      | 10,44                      |                        |                        |                        |
|                          | Olivier Besancenot Ligue communiste révolutionnaire | 23 186                     | 3,91                       | 4,08                       |                        |                        |                        |
|                          | Marie-George Buffet Parti communiste français       | 12 808                     | 2,16                       | 1,93                       |                        |                        |                        |
|                          | José Bové Divers gauche                             | 11 123                     | 1,87                       | 1,32                       |                        |                        |                        |
|                          | Philippe de Villiers Mouvement pour la France       | 9 985                      | 1,68                       | 2,23                       |                        |                        |                        |
|                          | Dominique Voynet Les Verts                          | 8 610                      | 1,45                       | 1,57                       |                        |                        |                        |
|                          | Frédéric Nihous Chasse, pêche, nature et traditions | 8 534                      | 1,44                       | 1,15                       |                        |                        |                        |
|                          | Arlette Laguiller Lutte ouvrière                    | 6 501                      | 1,10                       | 1,33                       |                        |                        |                        |
|                          | Gérard Schivardi Parti des travailleurs             | 3 228                      | 0,54                       | 0,34                       |                        |                        |                        |

|                          |                                                                       | Premier tour 21 avril 2002 | Premier tour 21 avril 2002 | Premier tour 21 avril 2002 | Second tour 5 mai 2002 | Second tour 5 mai 2002 | Second tour 5 mai 2002 |
| Hérault                  | Hérault                                                               | France                     | Hérault                    | Hérault                    | France                 |                        |                        |
| Voix                     | %                                                                     | %                          | Voix                       | %                          | %                      |                        |                        |
| ------------------------ | --------------------------------------------------------------------- | -------------------------- | -------------------------- | -------------------------- | ---------------------- | ---------------------- | ---------------------- |
| Inscrits / participation | Inscrits / participation                                              | 632 459                    | 74,34                      | 71,60                      | 632 246                | 81,45                  | 79,71                  |
| Abstentions              | Abstentions                                                           | 162 287                    | 25,66                      | 28,40                      | 117 290                | 18,55                  | 20,29                  |
| Total                    | Total                                                                 | 470 172                    | 100                        | 100                        | 514 956                | 100                    | 100                    |
| Votes blancs et nuls     | Votes blancs et nuls                                                  | 13 918                     | 2,96                       | 3,38                       | 34 307                 | 6,66                   | 5,39                   |
| Suffrages exprimés       | Suffrages exprimés                                                    | 456 254                    | 97,04                      | 96,62                      | 480 649                | 93,34                  | 94,61                  |
|                          |                                                                       |                            |                            |                            |                        |                        |                        |
|                          | Jean-Marie Le Pen Front national                                      | 104 841                    | 22,98                      | 16,86                      | 117 630                | 24,47                  | 17,79                  |
|                          | Lionel Jospin Parti socialiste                                        | 73 208                     | 16,05                      | 16,18                      |                        |                        |                        |
|                          | Jacques Chirac Rassemblement pour la République                       | 68 502                     | 15,01                      | 19,88                      | 363 019                | 75,53                  | 82,21                  |
|                          | Jean Saint-Josse Chasse, pêche, nature et traditions                  | 26 303                     | 5,76                       | 4,23                       |                        |                        |                        |
|                          | François Bayrou Union pour la démocratie française                    | 25 452                     | 5,58                       | 6,84                       |                        |                        |                        |
|                          | Noël Mamère Les Verts                                                 | 25 245                     | 5,53                       | 5,25                       |                        |                        |                        |
|                          | Jean-Pierre Chevènement Mouvement des citoyens                        | 24 362                     | 5,34                       | 5,33                       |                        |                        |                        |
|                          | Arlette Laguiller Lutte ouvrière                                      | 22 552                     | 4,94                       | 5,72                       |                        |                        |                        |
|                          | Robert Hue Parti communiste français                                  | 18 669                     | 4,09                       | 3,37                       |                        |                        |                        |
|                          | Olivier Besancenot Ligue communiste révolutionnaire                   | 18 369                     | 4,03                       | 4,25                       |                        |                        |                        |
|                          | Alain Madelin Démocratie libérale                                     | 15 696                     | 3,44                       | 3,91                       |                        |                        |                        |
|                          | Bruno Mégret Mouvement national républicain                           | 11 120                     | 2,44                       | 2,34                       |                        |                        |                        |
|                          | Christiane Taubira Parti radical de gauche                            | 9 185                      | 2,01                       | 2,32                       |                        |                        |                        |
|                          | Corinne Lepage Citoyenneté, Action, Participation pour le XXIe siècle | 6 950                      | 1,52                       | 1,88                       |                        |                        |                        |
|                          | Christine Boutin Forum des républicains sociaux                       | 3 890                      | 0,85                       | 1,19                       |                        |                        |                        |
|                          | Daniel Gluckstein Parti des travailleurs                              | 1 910                      | 0,42                       | 0,47                       |                        |                        |                        |

### Élections sénatoriales
| 2020 |  | Bilhac     |  | Bourgi   |  | Cabanel |  | Grand    |
| 2014 |  | Commeinhes |  | Cabanel  |  | Grand   |  | Navarro  |
| 2008 |  | Bruguière  |  | Couderc  |  | Navarro |  | Tropéano |
| 1998 |  | Delfau     |  | Vézinhet |  | Vidal   |  |          |
| 1989 |  | Delfau     |  | Vézinhet |  | Vidal   |  |          |

### Élections européennes
| Inscrits / participation | Inscrits / participation                                                                      | 869 675 | 54,84 | 51,49 |  |  |  |
| Abstentions              | Abstentions                                                                                   | 392 777 | 45,16 | 48,51 |  |  |  |
| Total                    | Total                                                                                         | 476 898 | 100   | 100   |  |  |  |
| Votes blancs             | Votes blancs                                                                                  | 5 646   | 1,18  | 1,36  |  |  |  |
| Votes nuls               | Votes nuls                                                                                    | 5 472   | 1,15  | 1,45  |  |  |  |
| Suffrages exprimés       | Suffrages exprimés                                                                            | 465 780 | 97,67 | 97,19 |  |  |  |
|                          |                                                                                               |         |       |       |  |  |  |
|                          | La France revient ! Avec Jordan Bardella et Marine Le Pen Rassemblement national              | 162 908 | 34,98 | 31,37 |  |  |  |
|                          | Réveiller l'Europe Place publique et Parti socialiste                                         | 67 343  | 14,46 | 13,83 |  |  |  |
|                          | Besoin d’Europe Ensemble pour la République                                                   | 54 250  | 11,65 | 14,60 |  |  |  |
|                          | La France insoumise – Union populaire La France insoumise                                     | 50 868  | 10,92 | 9,89  |  |  |  |
|                          | La France fière, menée par Marion Maréchal et soutenue par Éric Zemmour Reconquête            | 28 236  | 6,06  | 5,47  |  |  |  |
|                          | Europe Écologie Les Écologistes                                                               | 24 767  | 5,32  | 5,50  |  |  |  |
|                          | La droite pour faire entendre la voix de la France en Europe Les Républicains                 | 23 932  | 5,14  | 7,25  |  |  |  |
|                          | Gauche unie pour le monde du travail soutenue par Fabien Roussel Parti communiste français    | 11 599  | 2,49  | 2,36  |  |  |  |
|                          | Alliance rurale Résistons                                                                     | 9 940   | 2,13  | 2,35  |  |  |  |
|                          | Parti animaliste – Les animaux comptent, votre voix aussi Parti animaliste                    | 8 439   | 1,81  | 2,00  |  |  |  |
|                          | Écologie au centre                                                                            | 5 261   | 1,13  | 1,28  |  |  |  |
|                          | Liste Asselineau-Frexit, pour le pouvoir d'achat et pour la paix Union populaire républicaine | 5 129   | 1,10  | 1,02  |  |  |  |
|                          | L'Europe ça suffit ! Les Patriotes                                                            | 4 537   | 0,97  | 0,93  |  |  |  |
|                          | Autres listes                                                                                 | 8 571   | 1,84  | 2,15  |  |  |  |

| Inscrits / participation | Inscrits / participation | 807 059 | 52,66 | 50,12 |  |  |  |
| Abstentions              | Abstentions | 382 088 | 47,34 | 49,88 |  |  |  |
| Total                    | Total | 424 971 | 100   | 100   |  |  |  |
| Votes blancs             | Votes blancs | 8 462   | 1,99  | 2,33  |  |  |  |
| Votes nuls               | Votes nuls | 7 260   | 1,71  | 2,19  |  |  |  |
| Suffrages exprimés       | Suffrages exprimés | 409 249 | 96,30 | 95,47 |  |  |  |
|                          | |         |       |       |  |  |  |
|                          | Prenez le pouvoir, liste soutenue par Marine Le Pen Rassemblement national                                                                                | 116 950 | 28,58 | 23,34 |  |  |  |
|                          | Renaissance soutenue par La République en marche, le MoDem et ses partenaires La République en marche                                                     | 80 687  | 19,72 | 22,42 |  |  |  |
|                          | Europe Écologie Europe Écologie Les Verts | 58 140  | 14,21 | 13,48 |  |  |  |
|                          | La France insoumise | 30 543  | 7,46  | 6,31  |  |  |  |
|                          | Union de la droite et du centre Les Républicains | 27 037  | 6,61  | 8,48  |  |  |  |
|                          | Envie d'Europe écologique et sociale Parti socialiste | 26 566  | 6,49  | 6,19  |  |  |  |
|                          | Liste citoyenne du Printemps européen avec Benoît Hamon soutenue par Génération.s et DéME-DiEM25 Génération.s                                             | 11 990  | 2,93  | 3,27  |  |  |  |
|                          | Le courage de défendre les Français avec Nicolas Dupont-Aignan. Debout la France ! – CNIP Debout la France et Centre national des indépendants et paysans | 11 852  | 2,90  | 3,51  |  |  |  |
|                          | Pour l'Europe des gens, contre l'Europe de l'argent Parti communiste français                                                                             | 11 063  | 2,70  | 2,49  |  |  |  |
|                          | Parti animaliste | 7 020   | 1,72  | 2,16  |  |  |  |
|                          | Les Européens Union des démocrates et indépendants | 6 291   | 1,54  | 2,50  |  |  |  |
|                          | Ensemble pour le Frexit Union populaire républicaine | 5 376   | 1,31  | 1,17  |  |  |  |
|                          | Urgence écologie Génération écologie | 5 267   | 1,29  | 1,82  |  |  |  |
|                          | Ensemble Patriotes et Gilets jaunes : pour la France, sortons de l'Union européenne ! Les Patriotes                                                       | 3 025   | 0,74  | 0,65  |  |  |  |
|                          | Alliance jaune, la révolte par le vote Sans étiquette | 2 736   | 0,67  | 0,54  |  |  |  |
|                          | Lutte ouvrière – contre le grand capital, le camp des travailleurs Lutte ouvrière                                                                         | 2 295   | 0,56  | 0,78  |  |  |  |
|                          | Autres listes | 2 411   | 0,57  | 0,89  |  |  |  |

| Inscrits / participation | Inscrits / participation                                                                       | 769 935 | 45,83 | 47,49 | 42,43 |  |  |
| Abstentions              | Abstentions                                                                                    | 417 040 | 54,17 | 52,51 | 57,57 |  |  |
| Total                    | Total                                                                                          | 352 895 | 100   | 100   | 100   |  |  |
| Votes blancs             | Votes blancs                                                                                   | 8 312   | 2,36  | 3,04  | 2,77  |  |  |
| Votes nuls               | Votes nuls                                                                                     | 3 502   | 0,99  | 1,43  | 1,24  |  |  |
| Suffrages exprimés       | Suffrages exprimés                                                                             | 341 081 | 96,65 | 95,53 | 95,99 |  |  |
|                          |                                                                                                |         |       |       |       |  |  |
|                          | Bleu marine. Oui à la France, non à Bruxelles Front national                                   | 102 036 | 29,92 | 24,71 | 24,86 |  |  |
|                          | Pour la France, agir en Europe avec Michèle Alliot-Marie Union pour un mouvement populaire     | 59 004  | 17,30 | 18,51 | 20,81 |  |  |
|                          | Choisir notre Europe Parti socialiste et Parti radical de gauche                               | 44 360  | 13,01 | 15,73 | 13,98 |  |  |
|                          | Europe Écologie Europe Écologie Les Verts                                                      | 43 047  | 12,62 | 11,48 | 8,95  |  |  |
|                          | Front de gauche                                                                                | 29 382  | 8,61  | 8,57  | 6,61  |  |  |
|                          | UDI-MoDem Les Européens. Liste soutenue par François Bayrou et Jean-Louis Borloo L'Alternative | 22 744  | 6,67  | 8,60  | 9,94  |  |  |
|                          | Nouvelle Donne                                                                                 | 9 867   | 2,89  | 3,01  | 2,90  |  |  |
|                          | Debout la France ! ni système, ni extrêmes avec Nicolas Dupont-Aignan Debout la République     | 9 641   | 2,83  | 3,12  | 3,82  |  |  |
|                          | Citoyens du vote blanc Parti du vote blanc                                                     | 3 845   | 1,13  | 0,74  | 0,58  |  |  |
|                          | Nous Citoyens                                                                                  | 3 180   | 0,93  | 0,92  | 1,41  |  |  |
|                          | Force Vie Parti chrétien-démocrate                                                             | 2 894   | 0,85  | 0,78  | 0,74  |  |  |
|                          | Europe citoyenne Cap21                                                                         | 2 845   | 0,83  | 0,87  | 0,67  |  |  |
|                          | Lutte ouvrière - Faire entendre le camp des travailleurs Lutte ouvrière                        | 2 423   | 0,71  | 0,86  | 1,17  |  |  |
|                          | Autres listes                                                                                  | 5 813   | 1,70  | 2,10  | 3,56  |  |  |

### Élections régionales
|               | Premier tour  | Premier tour | Premier tour  | Premier tour  | Premier tour | Premier tour  | Premier tour  | Premier tour | Premier tour  | Premier tour  | Premier tour | Premier tour  | Premier tour  | Premier tour  | Premier tour | Premier tour | Premier tour  | Second tour   | Second tour | Second tour   | Second tour   | Second tour | Second tour   | Second tour   | Second tour | Second tour | Second tour | Second tour |
| 1er           | 1er           | 1er          | 2e            | 2e            | 2e           | 3e            | 3e            | 3e           | 4e            | 4e            | 4e           | 5e            | 5e            | 5e            | Abst.        | Abst.        | 1er           | 1er           | 1er         | 2e            | 2e            | 2e          | 3e            | 3e            | 3e          | Abst.       | Abst.       |             |
| Tête de liste | Tête de liste | %            | Tête de liste | Tête de liste | %            | Tête de liste | Tête de liste | %            | Tête de liste | Tête de liste | %            | Tête de liste | Tête de liste | %             | Abst.        | Abst.        | Tête de liste | Tête de liste | %           | Tête de liste | Tête de liste | %           | Tête de liste | Tête de liste | %           | Abst.       | Abst.       |             |
| ------------- | ------------- | ------------ | ------------- | ------------- | ------------ | ------------- | ------------- | ------------ | ------------- | ------------- | ------------ | ------------- | ------------- | ------------- | ------------ | ------------ | ------------- | ------------- | ----------- | ------------- | ------------- | ----------- | ------------- | ------------- | ----------- | ----------- | ----------- | ----------- |
| 2021          |               | Delga        | 37,27         |               | Garraud      | 28,42         |               | Pradié       | 10,36         |               | Maurice      | 8,96          |               | Terrail-Novès | 6,95         |              | 66,71         |               | Delga       | 55,17         |               | Garraud     | 29,71         |               | Pradié      | 15,12       |             | 65,29       |
| 2015          |               | Aliot        | 35,90         |               | Delga        | 16,83         | Reynié        | 15,80        |               | Saurel        | 13,28        |               | Onesta        | 9,72          | 48,78        | 41,99        | Aliot         | 38,84         | Delga       | Reynié        | 19,17         | 39,05       |               |               |             |             |             |             |
| 2010          |               | Frêche       | 36,08         |               | Couderc      | 18,62         |               | Jamet        | 11,44         |               | Roumégas     | 8,93          |               | Mandroux      | 8,31         | 49,62        |               | Frêche        | 55,94       |               | Couderc       | 25,23       |               | Jamet         | 18,83       | 47,84       |             |             |
| 2004          |               | Frêche       | 38,58         | Blanc         | 23,41        | Jamet         | 17,13         |              | Esclope       | 5,05          |              | Fandos        | 4,93          | 34,41         |              | 52,47        | Blanc         | Frêche        | 32,26       | Jamet         | 15,27         | 30,84       |               |               |             |             |             |             |

### Élections départementales
|        | Premier tour | Premier tour | Premier tour | Premier tour | Premier tour | Premier tour | Premier tour | Premier tour | Premier tour | Premier tour | Premier tour | Premier tour | Premier tour | Premier tour | Premier tour | Premier tour | Premier tour | Second tour | Second tour | Second tour | Second tour | Second tour | Second tour | Second tour | Second tour | Second tour | Second tour | Second tour | Second tour | Second tour | Second tour | Second tour | Second tour | Second tour |
| 1er    | 1er          | 1er          | 2e           | 2e           | 2e           | 3e           | 3e           | 3e           | 4e           | 4e           | 4e           | 5e           | 5e           | 5e           | Abst.        | Abst.        | 1er          | 1er         | 1er         | 2e          | 2e          | 2e          | 3e          | 3e          | 3e          | 4e          | 4e          | 4e          | 5e          | 5e          | 5e          | Abst.       | Abst.       |             |
| Nuance | Nuance       | %            | Nuance       | Nuance       | %            | Nuance       | Nuance       | %            | Nuance       | Nuance       | %            | Nuance       | Nuance       | %            | Abst.        | Abst.        | Nuance       | Nuance      | %           | Nuance      | Nuance      | %           | Nuance      | Nuance      | %           | Nuance      | Nuance      | %           | Nuance      | Nuance      | %           | Abst.       | Abst.       |             |
| ------ | ------------ | ------------ | ------------ | ------------ | ------------ | ------------ | ------------ | ------------ | ------------ | ------------ | ------------ | ------------ | ------------ | ------------ | ------------ | ------------ | ------------ | ----------- | ----------- | ----------- | ----------- | ----------- | ----------- | ----------- | ----------- | ----------- | ----------- | ----------- | ----------- | ----------- | ----------- | ----------- | ----------- | ----------- |
| 2021   |              | RN           | 27,64        |              | PS           | 19,60        |              | UGE          | 10,61        |              | DVG          | 8,04         |              | UG           | 6,10         |              | 66,73        |             | RN          | 28,30       |             | PS          | 26,85       |             | DVG         | 9,20        |             | UGE         | 9,03        |             | DIV         | 6,14        |             | 65,30       |
| 2015   | FN           | 31,89        | 16,97        |              | PS           | UD           | 12,28        | 10,77        |              | UMP          | DVG          | 9,55         | 48,12        | FN           | 36,37        | 22,81        | 16,00        |             | UMP         | 10,96       |             | PS          | UD          | 7,84        | DVG         | 45,65       |             |             |             |             |             |             |             |             |

## Cartes

### Élections législatives

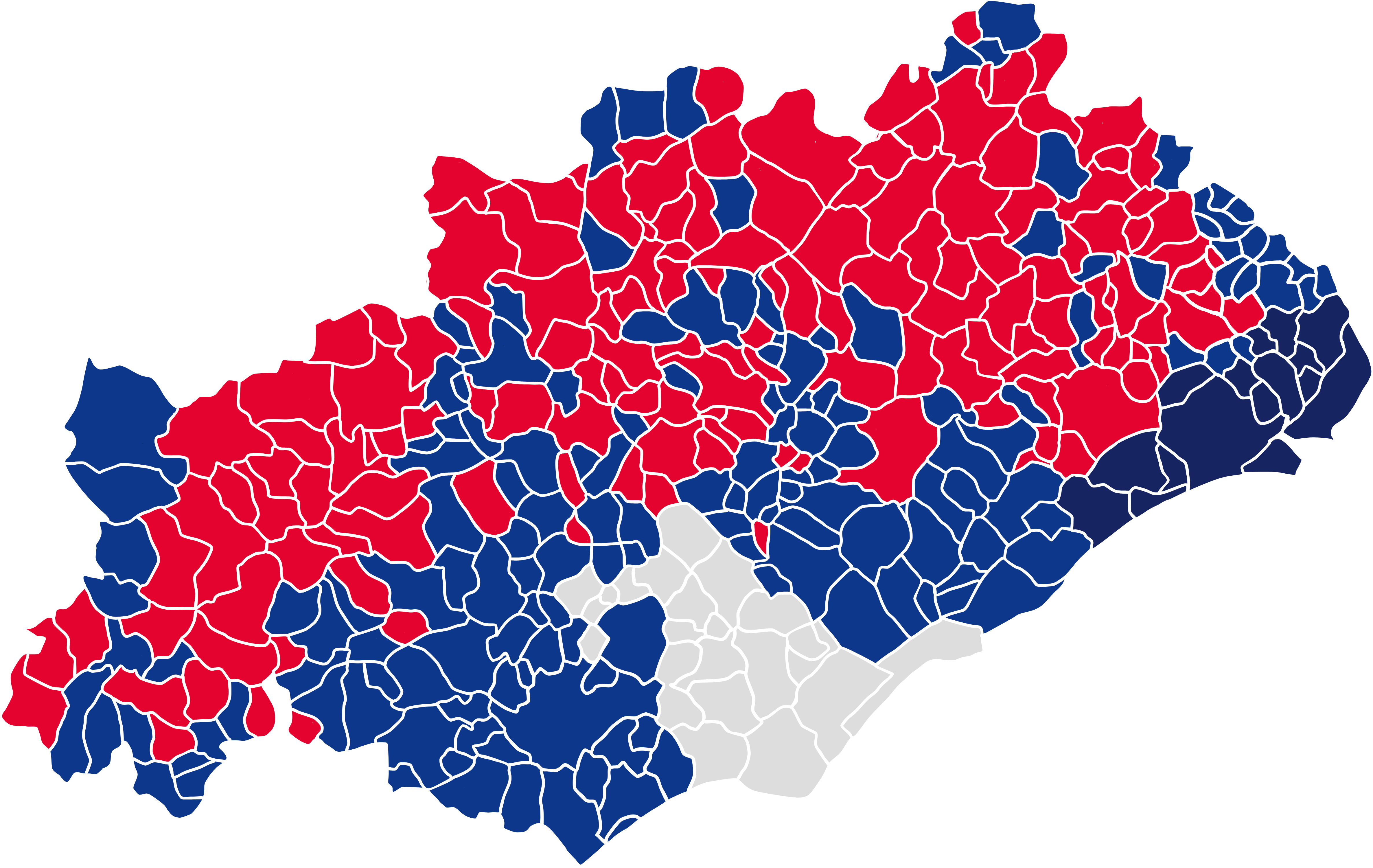
Nuance politique des candidats arrivés en tête dans chaque commune au 2d tour des élections législatives de 2024[a].
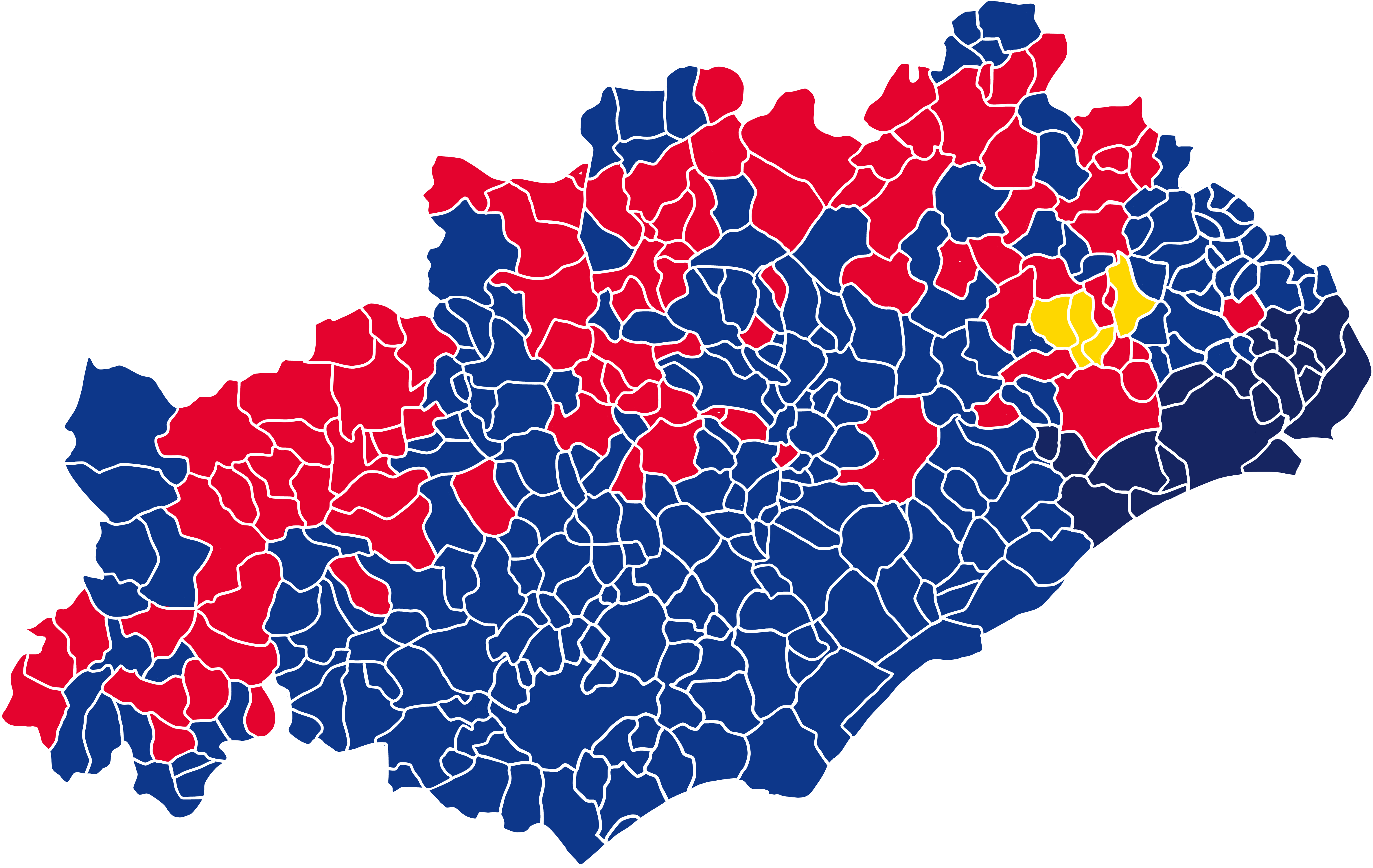
Nuance politique des candidats arrivés en tête dans chaque commune au 1er tour des élections législatives de 2024.
Nuance politique des candidats arrivés en tête dans chaque commune au 2e tour des élections législatives de 2022.
Nuance politique des candidats arrivés en tête dans chaque commune au 1er tour des élections législatives de 2022.
Nuance politique des candidats arrivés en tête dans chaque commune au 2d tour des élections législatives de 2017[b].
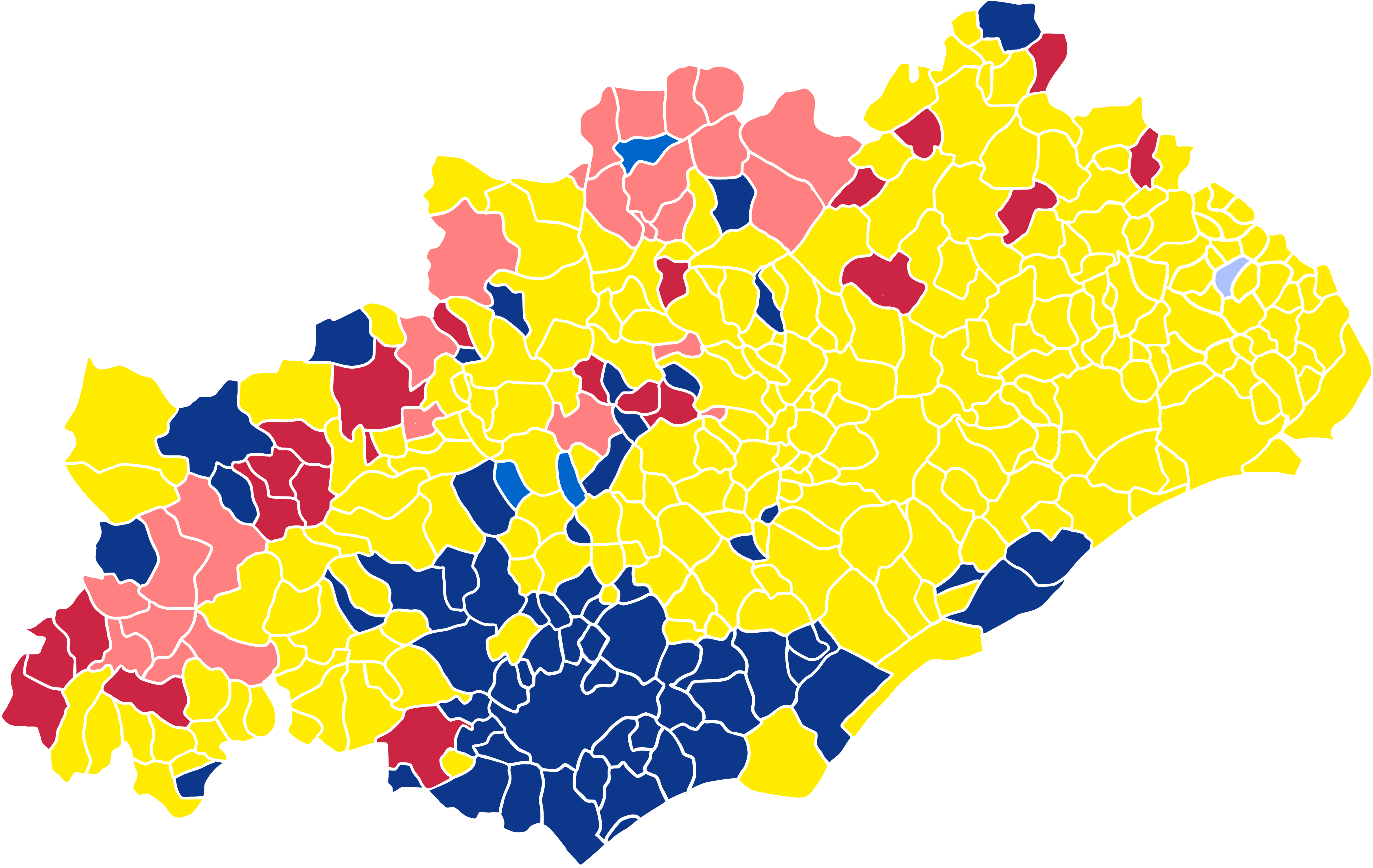
Nuance politique des candidats arrivés en tête dans chaque commune au 1er tour des élections législatives de 2017.